# Peng Peiyun
Peng Peiyun (chinesisch 彭佩云; * 1929 in Liuyang, Hunan) ist eine chinesische Politikerin der Kommunistischen Partei Chinas (KPCh), die unter anderem von 1988 bis 1998 Mitglied im Staatsrat der Volksrepublik China war. Sie war von 1998 bis 2003 Vize-Vorsitzende des Ständigen Ausschusses des Nationalen Volkskongresses sowie Vorsitzende der All-Chinesischen Frauenvereinigung (ACFV) sowie zwischen 1999 und 2009 Präsidentin der Rotkreuzgesellschaft von China.

## Leben
Peng Peiyun, die zur Volksgruppe der Han gehört, begann 1944 ein Studium an der Vereinigten Südwest-Universität und wurde 1945 Mitglied des Zentralkomitees des Kommunistischen Jugendverbandes Chinas (KJVC). 1946 wurde sie zudem Mitglied der Kommunistischen Partei Chinas (KPCh) und setzte zwischen 1947 und 1949 ihr Studium an der Soziologischen Fakultät der Tsinghua-Universität fort. Im Anschluss war sie von 1949 bis 1950 kurzzeitig Sekretärin des Parteikomitees der Tsinghua-Universität sowie daraufhin zwischen 1950 und 1953 Mitarbeiterin der Sektion Schule der Organisationskomitees des Parteikomitees von Peking. Anschließend wurde sie Mitglied des Ständigen Ausschusses des Parteikomitees von Peking für Hochschulbildung sowie von 1964 bis 1966 stellvertretende Sekretärin des Parteikomitees der Universität Peking. Diese Funktion verlor sie zusammen mit Lu Ping zu Beginn der Kulturrevolution 1966 durch Einflussnahme von Nie Yuanzi sowie Cao Yi’ou, die der Ehefrau von Mao Zedong und treibenden Kraft der Kulturrevolution, Jiang Qing, nahestanden.
Peng Peiyun wurde er erst nach dem Ende der Kulturrevolution und der Entmachtung der Gruppe Kulturrevolution sowie der sogenannten „Viererbande“ 1976 rehabilitiert und fungierte daraufhin zwischen 1977 und 1978 zunächst als stellvertretende Direktorin des Revolutionsausschusses des Chemieingenieurwissenschaftlichen Instituts Peking. Anschließend war sie von 1978 bis 1979 Leiterin der 1. Sektion der Staatlichen Kommission für Wissenschaft und Technologie und zwischen 1982 und 1988 sowohl Vize-Ministerin für Bildung beziehungsweise Vize-Ministerin in der Staatlichen Bildungskommission als auch Sekretärin der Parteikommission der Universität für Wissenschaft und Technologie. Des Weiteren war sie zwischen 1982 und 1992 Mitglied der Zentralkommission für Disziplinarkontrolle des Zentralkomitees der Kommunistischen Partei Chinas (ZK der KPCh) und nahm als Delegierte am XII. Parteitag 1982 sowie XIII. Parteitag 1987 teil. Im Januar 1988 wurde sie im Ministerrang Vorsitzende der Staatlichen Kommission für Bevölkerung und Familienplanung und bekleidete diese Funktion zehn Jahre lang bis 1998. Als solche war sie zudem von 1988 bis 1998 Mitglied im Staatsrat der Volksrepublik China. Auf dem XIV. Parteitag 1992 wurde sie schließlich Mitglied des ZK der KPCh und gehörte diesem Parteigremium nach ihrer Wiederwahl auf dem XV. Parteitag 1997 bis zum XVI. Parteitag 2002 an.
Peng Peiyun ist seit 1993 Präsidentin des Chinesischen Verbandes zur Förderung der populären Kultur und war zudem zwischen 1994 und 2008 Präsidentin der Demografischen Gesellschaft von China sowie von 1994 bis 1998 Direktorin des Nationalen Komitees der Kampagne für patriotische öffentliche Gesundheit. Des Weiteren war sie zeitweilig auch Ehren-Vizepräsidentin des Chinesischen Verbandes für Menschen mit Behinderung, Direktorin des zum Staatsrat gehörigen Koordinierungsrates für die Arbeit von Menschen mit Behinderung sowie Direktorin des ebenfalls dem Staatsrat unterstehenden Arbeitsausschusses für Frauen und Kinder. Sie fungierte zwischen 1998 und 2003 als Vize-Vorsitzende des Ständigen Ausschusses des Nationalen Volkskongresses. Als Nachfolgerin von Chen Muhua wurde sie 1998 Vorsitzende der All-Chinesischen Frauenvereinigung (ACFV) und hatte diese Funktion bis 2003 inne. Ferner löste sie 1999 Qian Zhengying als Präsidentin der Rotkreuzgesellschaft von China ab und hatte dieses Amt bis zur Ablösung durch Hua Jianmin 2009 inne. Seit 2009 ist sie Ehren-Präsidentin der All-Chinesischen Frauenvereinigung.